# 兵庫県道227号坂越停車場線
兵庫県道227号坂越停車場線（ひょうごけんどう227ごう さこしていしゃじょうせん）は、兵庫県赤穂市を通る一般県道である。

## 概要
赤穂市浜市から赤穂市砂子（まなご）に至る。

### 路線データ
- 起点：赤穂市浜市（JR西日本赤穂線 坂越駅前）
- 終点：赤穂市砂子（坂越橋西交差点、国道250号交点、兵庫県道・岡山県道90号赤穂佐伯線起点）
- 総延長：323 m

## 地理

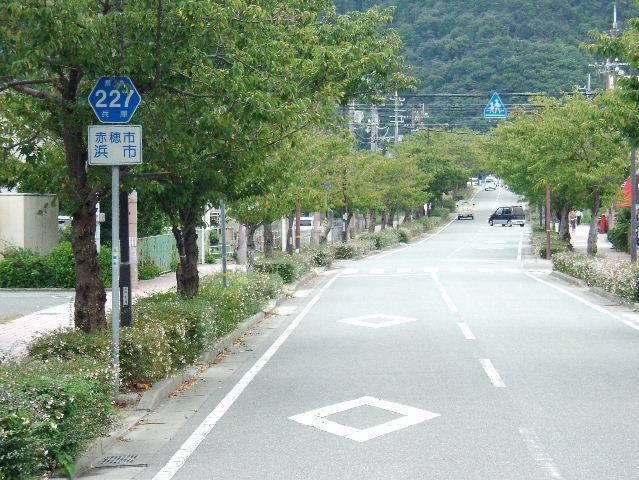
坂越駅前より坂越橋方面を望む

### 通過する自治体
- 赤穂市

### 交差する道路
| 交差する道路                               | 交差する場所   | 交差する場所          |
| ------------------------------------------ | -------------- | --------------------- |
| 国道250号 兵庫県道・岡山県道90号赤穂佐伯線 | 砂子（まなご） | 坂越橋西交差点 / 終点 |

### 沿線
- JR西日本赤穂線 坂越駅
- 千種川